# Огрохин, Лазарь Иванович
Лазарь Иванович Огрохин (1888 или 1 января 1889 — 27 декабря 1970, Сан-Франциско) — офицер Русской императорской армии, участник Первой мировой войны. Кавалер всех четырёх степеней Георгиевского креста. После Октябрьской революции служил на Восточном фронте Русской армии. В эмиграции жил в Китае, затем в США.

## Биография
Лазарь Огрохин родился 1 января 1889 года (по другим данным — в 1888 году). Образование получил в Одесском реальном училище. В 1911 году, отбывая воинскую повинность, служил в Лейб-гвардии Московском полку, там же окончил курс учебной команды.
Принимал участие в боях Первой мировой войны. Служил в 15-й роте Лейб-гвардии Московского полка. Во время одного из боёв, Огрохин, будучи старшим унтер-офицером, «первым бросился в атаку и личной храбростью увлек подчиненных, содействовал успеху атаки», за что был удостоен Георгиевского креста III степени, кроме того, будучи фельдфебелем отличился в бою 1 августа 1915 года, за что был удостоен Георгиевского креста I степени, а за отличия в бою 29 сентября того же года был отмечен II степенью упомянутого креста. Кроме того, «за боевые отличия», также был удостоен Георгиевского креста IV степени, Георгиевских медалей всех степеней.
В апреле 1916 года по разным данным окончил либо 2-ю Омскую школу прапорщиков, либо Одесскую школу прапорщиков. По выпуску из школы Лазарь Иванович был произведён в чин прапорщика и направлен для дальнейшей службы в 11-й Сибирский стрелковый полк, в период службы в этой части, «за боевые отличия» был удостоен орденов Святой Анны IV степени и Святого Владимира IV степени с мечами и бантом. В августе 1917 года прапорщик Огрохин был командирован в запасной полк, который квартировался в Иркутске.
После Октябрьский революции принял сторону «белых», служил на Восточном фронте Русском армии, был капитаном в 11-м Сибирском стрелковом полку (по альтернативным данным, последним званием Огрохина был штабс-капитанский чин). В октябре 1918 года Лазарь Огрозин вместе с Александром Колчаком отправился в Омск, был командиром батальона в Конвое Верховного Правителя и Верховного Главнокомандующего.
Эмигрировал, после 1920 года поселился в Харбине, затем переехал в США. Живя в США, зарабатывал на жизнь тяжёлым физическим трудом. Был членом, а с 1948 по 1949 год главой Общества русских ветеранов Великой Войны. Лазарь Иванович скончался 27 декабря 1970 года в Сан-Франциско. Был похоронен на Сербском кладбище, неподалеку от Сан-Франциско, на одном участке с женой.
Состоял в браке с Верой Максимовной (1898—1989, Сан-Франциско), имел детей.

## Награды
Лазарь Иванович был удостоен следующих наград: орден Святого Владимира IV степени с мечами и бантом, орден Святой Анны IV степени, Георгиевский крест I (№ 11992), II (№ 17967), III (№ 4426) и IV степеней, а также Георгиевская медаль I, II, III, IV степеней.